# Новогруд
Ново́груд (пол. Nowogród, историческое русское название — Новгород) — город в Польше, входит в Подляское воеводство, Ломжинский повят. Занимает площадь 20,55 км². Население — 1998 человек (на 2004 год).
Впервые городские права получил в 1427 году. Расположен у реки Нарев, в 15 километрах от Ломжи. В 1975—1998 годах входил в Ломжинское воеводство.

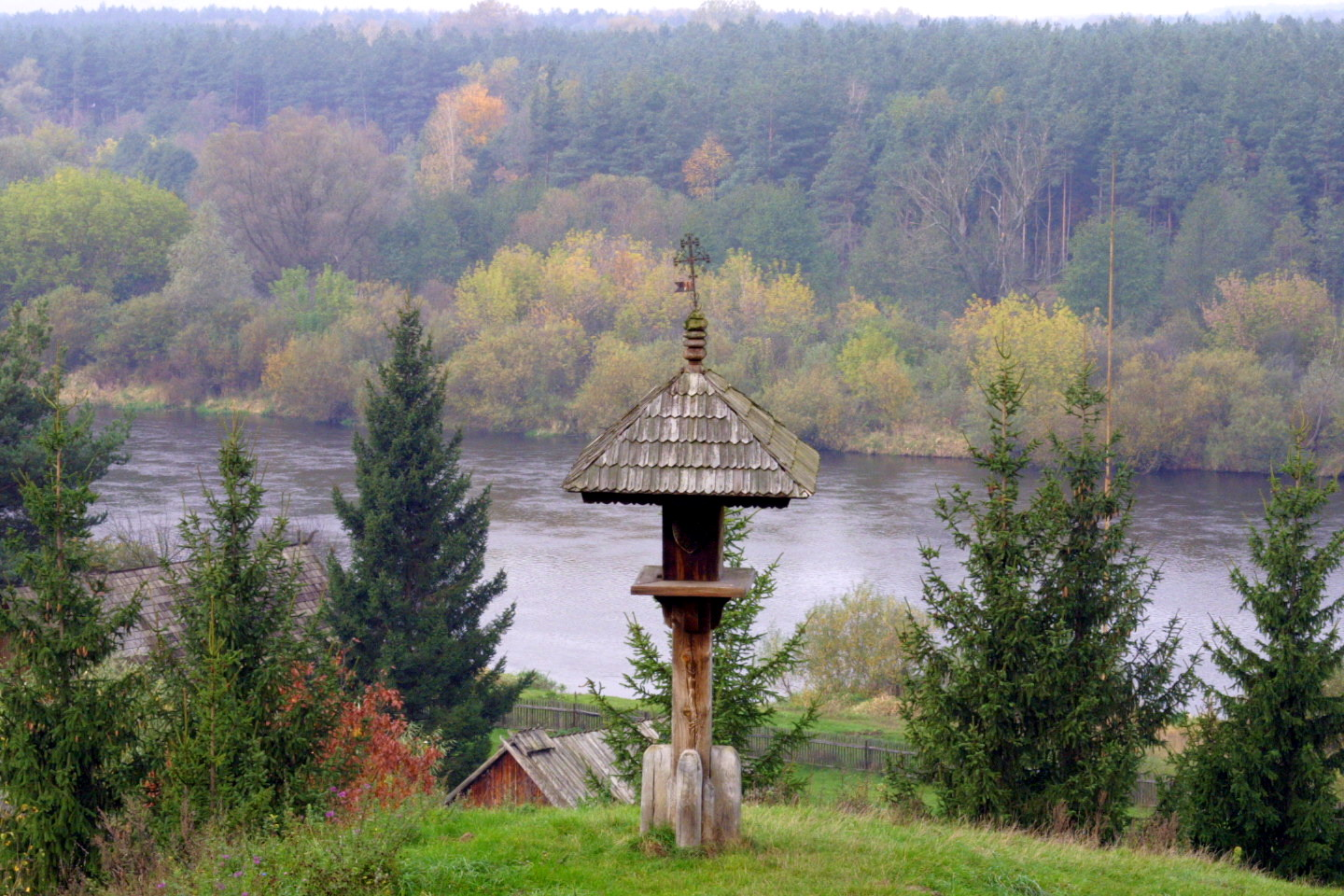
Новогруд, вид на реку Нарев